# Epacrophis drewesi
Epacrophis drewesi là một loài rắn trong họ Leptotyphlopidae. Loài này được Wallach miêu tả khoa học đầu tiên năm 1996.